# 캣 번스
캣 번스(Cat Burns, 2000년 6월 6일 ~ )는 잉글랜드의 싱어송라이터이다.

## 음반 목록

### EP
- Adolescent (2016)
- Naïve (2019)
- Emotionally Unavailable (2022)